# Олег Томић
Олег Томић (Нова Градишка, 15. маја 1968) српски и хрватски је књижевник и романописац.

## Биографија
Студирао је компаративну књижевност и филозофију на Филозофском факултету у Загребу. Од 1991. живи у Суботици. Књижевни рад почео је са песмама објављеним на страницама загребачког часописа Quorum. Најзначајније стваралачке домете остварио је у романима Incognito (2001), Out of the blue (2002), Француски календар (2006) и Повређеност ( 2011) .

## Романи
Међу Томићевим романима посебно се истиче роман у фрагментима Out of the blue (2002), објављен у издању загребачког ВБЗ-а, који је, како је у рецензији за књигу написао уредник издања Ненад Ризвановић «написан жестоко и бескомпромисно, с неуобичајеном склоношћу ка модернистичком херметизму, прошаран низом литерарних и медијских алузија, у распону од Рембоа до рок групе Sonic Youth» и који је, према Ризвановићевим речима «закашњели, али величанствени продукт идеологије писања кворумашке генерације».
Француски календар (2006), трећи роман Олега Томића је стилски прецизно исписана књига, која као да је изречена у једном даху, обухвата и обрађује велики временски период који је претходио Француској револуцији. Испричана у првом лицу једнине, кроз лик главног јунака и наратора приче, Петриса Малерба, предавача са Сорбоне, те личног библиотекара Луја XVI, даје изузетно прецизан опис атмосфере и односа који су владали у предвечерје овог догађаја, који, без икакве дилеме, представља прекретницу у историји Европе, и задире до самих корена и сржи друштвених и политичких процеса којима смо сведоци.

## Дела
- 7 иза вилице, песме и кратке приче, Четврти талас, Нови Сад, 1993.
- Orso Negru, кратке приче, издање аутора, Нови Сад, 1997.
- Incognito, роман, Графопродукт, Суботица, 2001.
- Out of the blue, роман у фрагментима, ВБЗ, Загреб, 2002.
- Француски календар, роман, Агора, Зрењанин, 2006.
- Повређеност, роман, Агора, Зрењанин,2011.
- Улрика Глезер, роман, Нова Поетика, Београд, 2019.
- Ahol az eget kampóval lekötötték (Gdje je nebo kukama svezano), novela (preveo na mađarski Iván Márk Erdei), Hid, broj 7-8. 2023.
- Eutanazija, roman, Balkanski književni glasnik, Beograd-Solun-Slankamen-Sremski Karlovci-Priština-Sarajevo-Zagreb-Nišić-Sofija-Istambul-Tirana, 2024.
- Crna žuč, roman, Balkanski književni glasnik, Beograd-Solun-Slankamen-Sremski Karlovci-Priština-Sarajevo-Zagreb-Nišić-Sofija-Istambul-Tirana, 2024.
- Unakaženi, roman, Balkanski književni glasnik, Beograd-Solun-Slankamen-Sremski Karlovci-Priština-Sarajevo-Zagreb-Nišić-Sofija-Istambul-Tirana, 2024.